# Натурфилософия
Натурфилософия (също естествена философия, на латински: philosophia naturalis) е исторически първата форма на философията, умозрително философско учение за природата и нейната цялост, чието разбиране и обяснение често има фантастичен характер. Преди развитието на съвременната наука с това понятие са обозначавани астрономията, физиката, химията и биологията. Натурфилософите се опитват да изследват обективно природните закони и Вселената и залагат основите на природните науки, в частност физиката.
За най-голям разцвет на естествената философия се приема научната революция от XVII век, белязана от труда на Нютон Математически начала на натурфилософията.